# José García Pérez (futbolista)
José Manuel García Pérez (Buenos Aires, 3 de diciembre de 1921) fue un futbolista argentino que se destacó como back central en el tricampeonato de 1949 a 1951 con Racing Club. También vistió las camisetas de Tigre y la Selección de fútbol de Argentina.

## Historia

### Racing Club
Su rapidez y dinanismo se acoplaba perfectamente con la fortaleza que imprimía a su juego, condiciones que le valieron hacerse acreedor a la denominación de Pibe Sangre, mote con el que cariñosamente lo identificaban los aficionados argentinos.
Su ciclo de permanente zaguero izquierdo en el club de Avellaneda se inició en 1938, junto a José Salomón.
Formó una dupla indisoluble junto a Higinio García: ambos debutaron en La Academia, pasaron por Tigre y fueron baluartes defensivos en la conquista del tricampeonato de 1949 a 1951.

### Tigre
García Pérez integró los equipos tigrenses en 1947 y 1948, proveniente su pase de Racing Club, por el que Tigre pagó 35 000 pesos. Tan bien se había desempeñado por Victoria que, en solamente poco más de veinte meses el valor de su pase se había triplicado: la entidad racinguista desembolsó 120 000 pesos en 1949 por recuperarlo.
Se retiró en Racing en el año 1957, luego de haber disputado 224 encuentros sin anotar goles. Fue uno de los directores técnicos más jóvenes de la época en 1965, previo a la llegada de Juan José Pizzuti. 
Su visión podría resumirse en una de sus declaraciones, cuando varios intentaron insertar en el país el estilo de Europa: "En este país todos nos tiramos a ganar; ¿por qué no en el fútbol?".

## Trayectoria
| Club        | País      | Período   |
| ----------- | --------- | --------- |
| Racing Club | Argentina | 1938-1946 |
| Tigre       | Argentina | 1947-1948 |
| Racing Club | Argentina | 1949-1958 |

## Palmarés

### Campeonatos nacionales
| Título                        | Club        | País      | Año  |
| ----------------------------- | ----------- | --------- | ---- |
| Copa de Competencia Británica | Racing Club | Argentina | 1945 |
| Primera División              | Racing Club | Argentina | 1949 |
| Primera División              | Racing Club | Argentina | 1950 |
| Primera División              | Racing Club | Argentina | 1951 |